# 萬芳交流道
25°0′4.47″N 121°34′37.96″E / 25.0012417°N 121.5772111°E
萬芳交流道為臺灣國道三號甲線的一個交流道，位於臺灣臺北市文山區，連接信義快速道路，可通往信義計劃區，指標為3K。
|              | 3 萬芳 | 東行          | 木柵路          |
| 西向         | 3 萬芳 | 木柵路 信義路 | 木柵路 信義路   |
| 信義快速道路 | 不適用 |               | 高速公路 辛亥路 |

## 周邊設施與道路
- 木柵站（ 文湖線）
- 動物園站（ 文湖線、 貓空纜車）
- 木柵動物園
- 臺北市立木柵高級工業職業學校
- 博嘉運動公園
- 木柵路（ 市道106號）
- 和平東路

## 外部連結
- 國道三號甲線萬芳交流道示意圖 （页面存档备份，存于）（交通部高速公路局）